# Polti (empresa)
Polti es una empresa italiana, fabricante de pequeños electrodomésticos.

## Historia
Fue fundada en el 1978 en  Olgiate Comasco (CO) por Franco Polti, un representante de centros de planchado profesiones de una pequeña empresa. El mismo fundador crea Vaporella, el primer centro de planchado a vapor con caldera para uso doméstico, pero no patenta la idea, y rápidamente, otros fabricantes del sector, ponen a la venta ese producto.
En 1983 Franco Polti, con su esposa Teresa Napoli al lado, produce e introduce en el mercado Vaporetto, que alcanza una temperatura de 120°.
La compañía lombarda, habiendo adquirido importancia internacional, inauguró la planta de Araras en Brasil en 1993, dedicada a la producción de dispositivos para los mercados de América del Sur. Posteriormente, en 1994, la sede y la fábrica de la empresa en Italia se trasladaron a Bulgarograsso. En ese mismo año, la compañía comenzó a producir máquinas de café.
La planta brasileña se cerrará unos años más tarde, y se abrirá una fábrica en Calabria y Polti Sud S.L. en Piano Lago, una aldea de Figline Vegliaturo, en la provincia de Cosenza, con unos 200 empleados.
En 2005, fundó la empresa AromaPolti Srl, que se ocupa del envasado de las cápsulas de café y su distribución en los mercados. En 2006 comenzó la producción de detergentes ecológicos y equipos de limpieza profesional con la creación de Polti Medical Division Srl. En el mismo año, Polti decidió cerrar la fábrica de Calabria y despidió a 180 trabajadores para trasladar la producción a China.
En 2009 adquirió el control del fabricante de electrodomésticos mexicano Acuina SA. Ese mismo año, con la empresa con problemas económicos, Franco Polti deja el liderazgo de la compañía a un exponente de segunda generación, su hija Francesca. Cierra sus oficinas en México.
En 2016 Polti entra en América. En 2018la empresa cumplió 40 años.

## El Grupo Polti
En 2017, el 45% de la facturación se realiza en Italia, el 20% en España y Francia, el 15% en el resto del mundo.
A principios de 2010, Polti decidió devolver a Italia las principales actividades de producción realizadas en China (máquinas de café y equipos de gama media y media alta).

## Esponsorizaciones
De 1995 a 1999, la compañía patrocinó el Pallacanestro Cantù y en la temporada 1998-1999 el Calcio de Como.